# Borbo cinnara
Espèce
Borbo cinnara est une espèce d'insectes lépidoptères de la famille des Hesperiidae de la sous-famille des Hesperiinae et du genre Borbo.

## Dénomination
Borbo cinnara a été nommé par Alfred Russel Wallace en 1866.
Synonymes : Hesperia cinnara Wallace, 1866 ; Pamphila impar Mabille, 1883; Carystus tetragraphus Mabille, 1891; Parnara bipunctata Elwes & J. Edwards, 1897; Baoris lavinia Waterhouse, 1932Baoris laraca ; Rothschild, 1915.

### Noms vernaculaires
Il se nomme Rice Swift ou Formosan Swift en anglais.

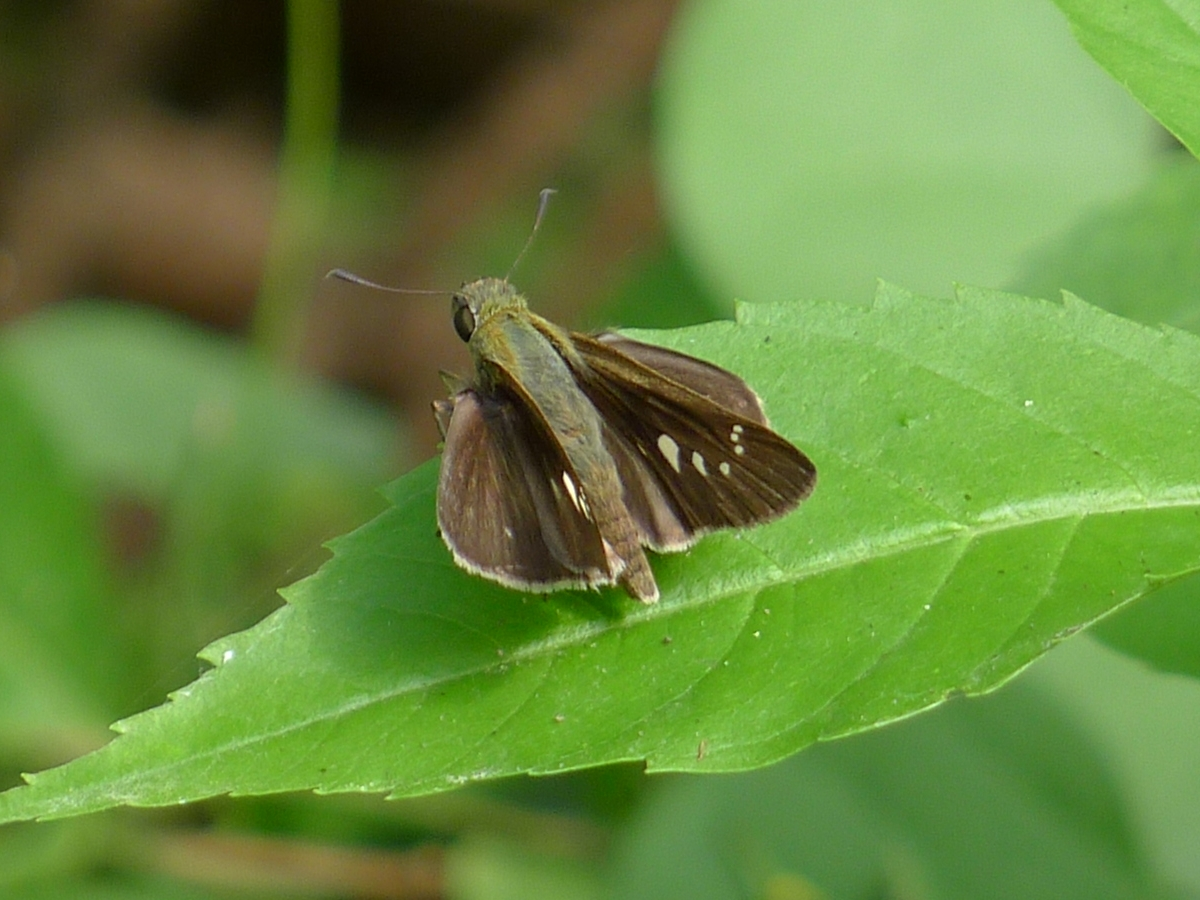
Borbo cinnara femelle

## Description
C'est un papillon qui présente la forme caractéristique des Hesperiinae, massif avec les ailes positionnées en V et au profil triangulaire. D'environ 30 mm d'envergure il est de couleur brune avec une ornementation de taches blanches.

### Chenille
La chenille est vert pâle.

## Biologie

### Plantes hôtes
Les plantes hôtes de sa chenille sont diverses Poaceae (graminées) des Miscanthus, Miscanthus floridulus, Miscanthus sinensis et Apluda mutica, Axonopus compressus, Brachiaria mutica, Eleusine indica, Isachne globosa, Paspalum conjugatum, Setaria palmifolia. Ce peut être aussi le riz Oryza sativa.

## Écologie et distribution
Borbo cinnara est présent en Inde, au Sri Lanka, en Birmanie, à Singapour, au Japon, à Taïwan et en Océanie aux Iles Salomon, en Australie dans le Territoire du Nord et la péninsule du cap York et en Nouvelle-Calédonie à Grande Terre et aux iles Loyauté,,.

### Biotope
Toutes les zones à graminées, prairies, champs, bords de routes.

### Protection
Pas de statut de protection particulier, et même indésirable dans les rizières.

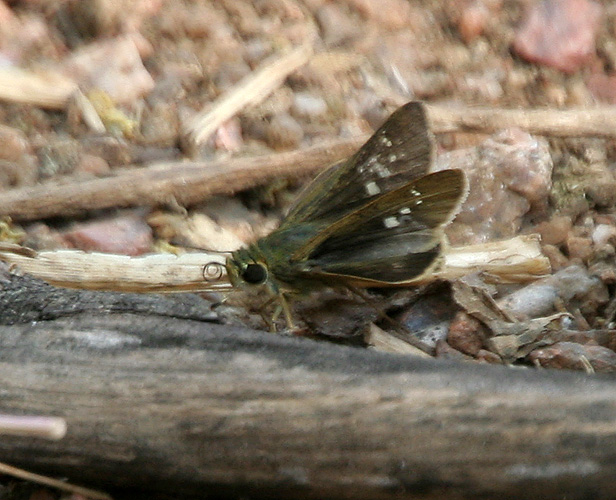
Borbo cinnara en Inde

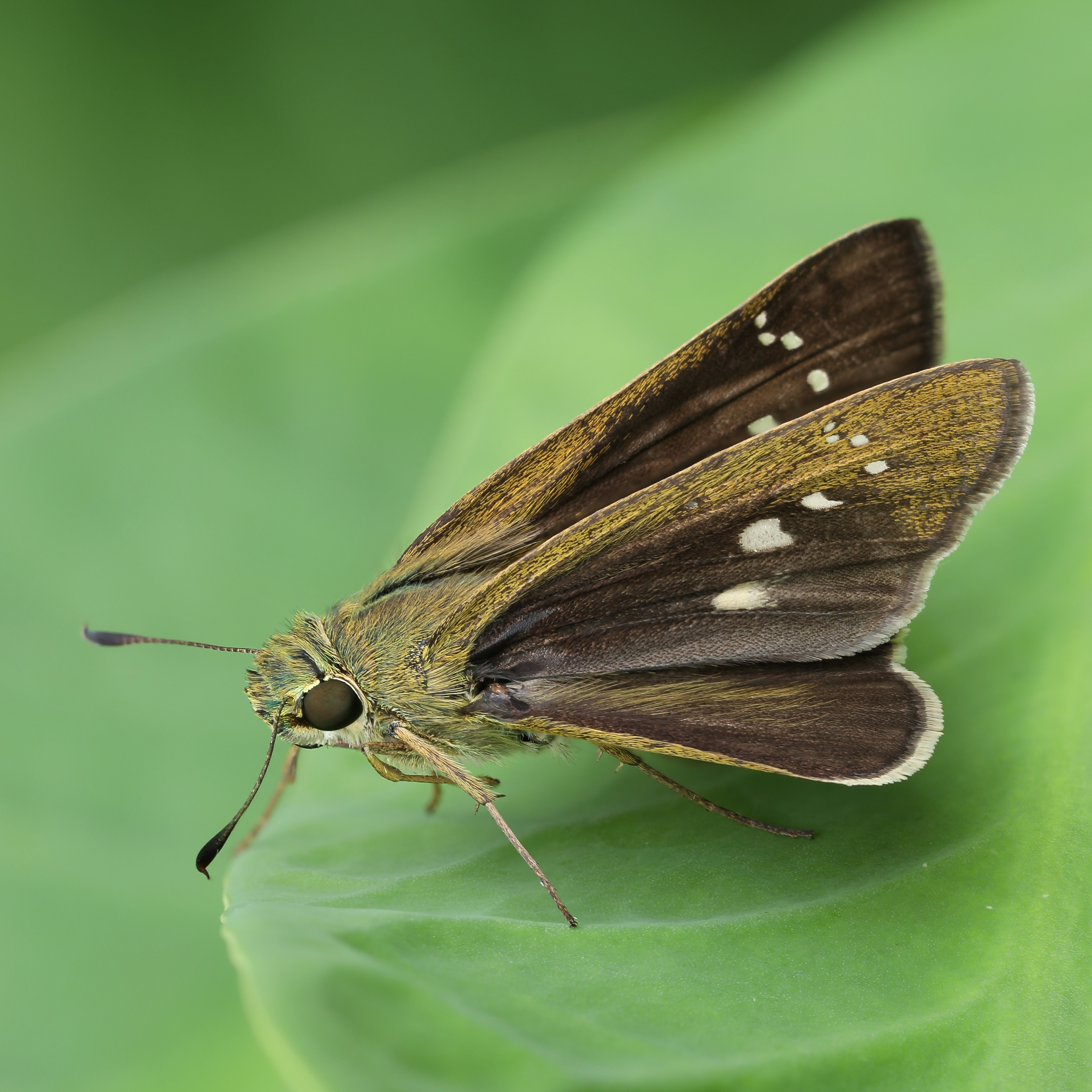
Borbo cinnara au Laos.

## Liens taxonomiques
- (en) Tree of Life Web Project : Borbo cinnara
- (en) Catalogue of Life : Borbo cinnara Wallace 1866
- (en) NCBI : Borbo cinnara (taxons inclus)